# Eltang Sogn
Eltang Sogn er et sogn i Kolding Provsti (Haderslev Stift). Nørre Bjert Kirke blev i 1889 opført som filialkirke i Eltang Sogn.  Nørre Bjert Sogn blev i 1924 udskilt fra Eltang Sogn og Sønder Vilstrup Sogn.
I 1800-tallet var Sønder Vilstrup Sogn anneks til Eltang Sogn. Begge sogne hørte til Brusk Herred i Vejle Amt. Eltang-Sønder Vilstrup sognekommune blev inden kommunalreformen i 1970 indlemmet i Kolding Kommune.
I Eltang Sogn ligger Eltang Kirke.
I sognet findes følgende autoriserede stednavne:
- Dyndmose (areal, bebyggelse)
- Eltang (bebyggelse, ejerlav)
- Eltang Kirkeby (bebyggelse)
- Hovens Odde (areal)
- Hovensskov (bebyggelse)
- Lilballe (bebyggelse, ejerlav)
- Nørre Stenderup (bebyggelse, ejerlav)